# 2e division de marche du Tonkin
Pour les articles homonymes, voir 2e division, division du Tonkin (homonymie) et DMT.
La 2e division de marche du Tonkin (2e DMT) est une grande unité de l'Armée de terre française, opérant au Tonkin pendant la guerre d'Indochine.

## Création et différentes dénominations
- 20 janvier 1951 : création de la 2e division de marche du Tonkin[1]
- 15 avril 1951 : renommée zone nord et 2e division de marche du Tonkin[2]
- 11 août 1954 : dissoute[1]
- 15 novembre 1954 : devient la 2e division d'infanterie coloniale d'Extrême-Orient[2]

## Commandant
- 1951 : colonel Beaufre[3]
- 1951 : général Redon[1]

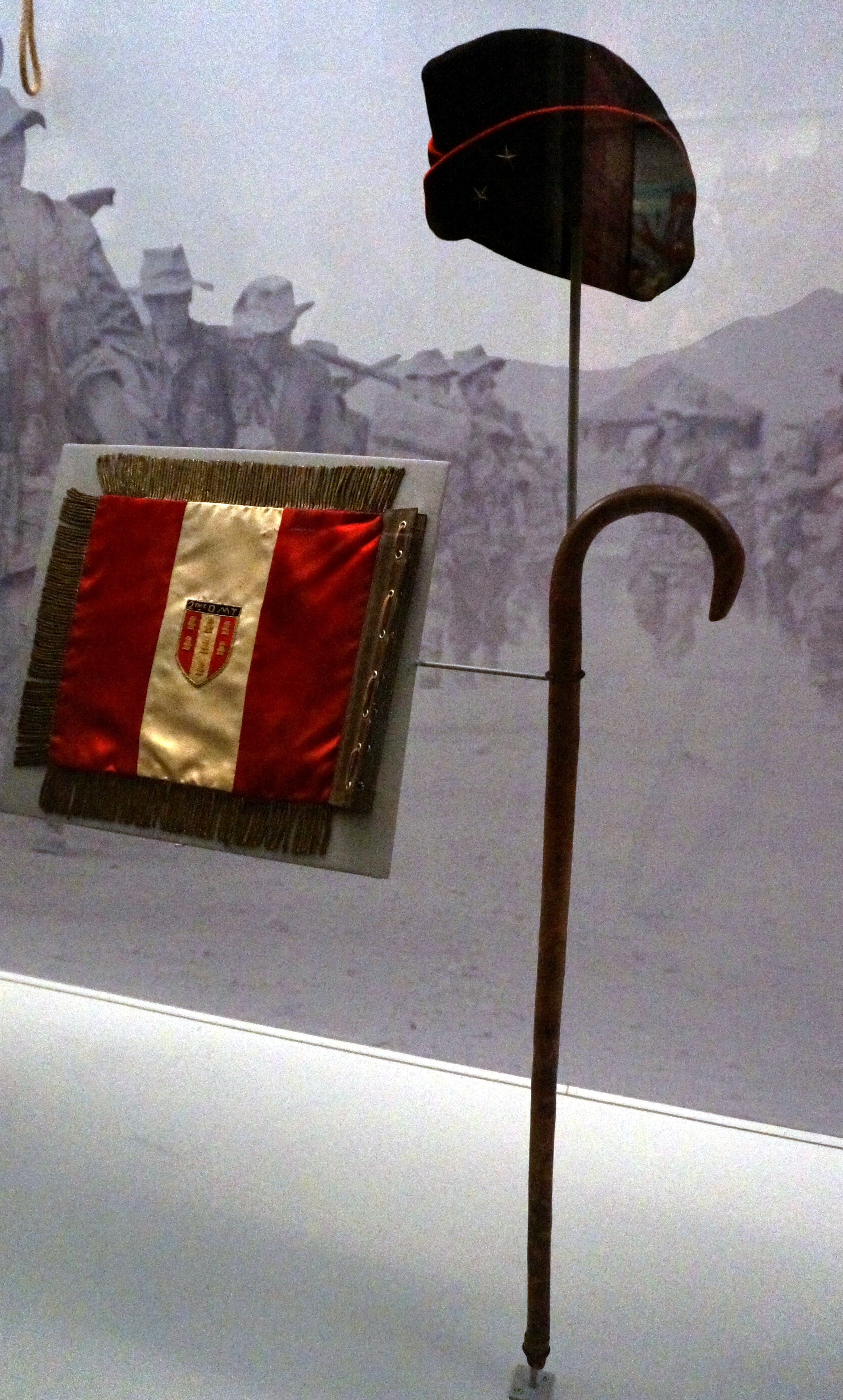
La canne et le bonnet de police du général Cogny devant le fanion de la 2e DMT, objets présentés en 2013 au musée de l'Armée.

- 1951 - 1952 : général de Berchoux[1],[4]
- 1951 : général Sizaire (intérim)[5]
- 1952 - : général Cogny[6]

## Historique
La 2e DMT est formée le 20 janvier 1951, afin de coordonner les opérations des groupes mobiles (GM) opérant au Tonkin. Elle a pour rôle de bloquer toute progression du Việt Minh à travers la direction Hải Dương-Hanoï.
Début 1951, sa composition est la suivante :
- Groupe mobile 4,
- Groupe mobile 5,
- Groupe mobile 7,
- groupe d'artillerie divisionnaire,
- 2e compagnie médicale d'Extrême-Orient,
- 2e compagnie de transport et de quartier général (formée le 16 février 1951 à partir de la 1re compagnie du 516e groupe de transport)[8],
- 2e compagnie de transmissions divisionnaire.

La composition de la DMT varie selon les GM et unités de secteur qui lui sont affectées (ainsi en septembre 1953 : GM 3 et GM 5). À partir de septembre 1953 est mis en place un élément divisionnaire léger (EDL no 2) attaché à la division afin de pouvoir former une « division légère » de manœuvre avec les unités affectées à la 2e DMT. Ainsi, lors de l'opération Mouette (octobre-novembre 1953), la 2e DMT met sur pied la « division B », confiée au colonel Kergaravat avec les GM 7 et GM 31.
La division est dissoute le 11 août 1954 mais donne naissance le 15 novembre 1954 à la 2e division d'infanterie coloniale d'Extrême-Orient. 

## Insigne
Description héraldique (insigne homologué sous le numéro G.920) :

« De gueules tiercé en pal d'argent surmonté d’un listel de sable chargé des lettres 2eme DMT aussi d'or. »

L'insigne fait référence à Sept Pagodes, localité autour de laquelle la 2e DMT est implantée.